# Ternei
Ternei (russisch Терне́й) ist eine Siedlung städtischen Typs in der Region Primorje in Russland mit 2933 Einwohnern (Stand 1. Oktober 2021).

## Geographie

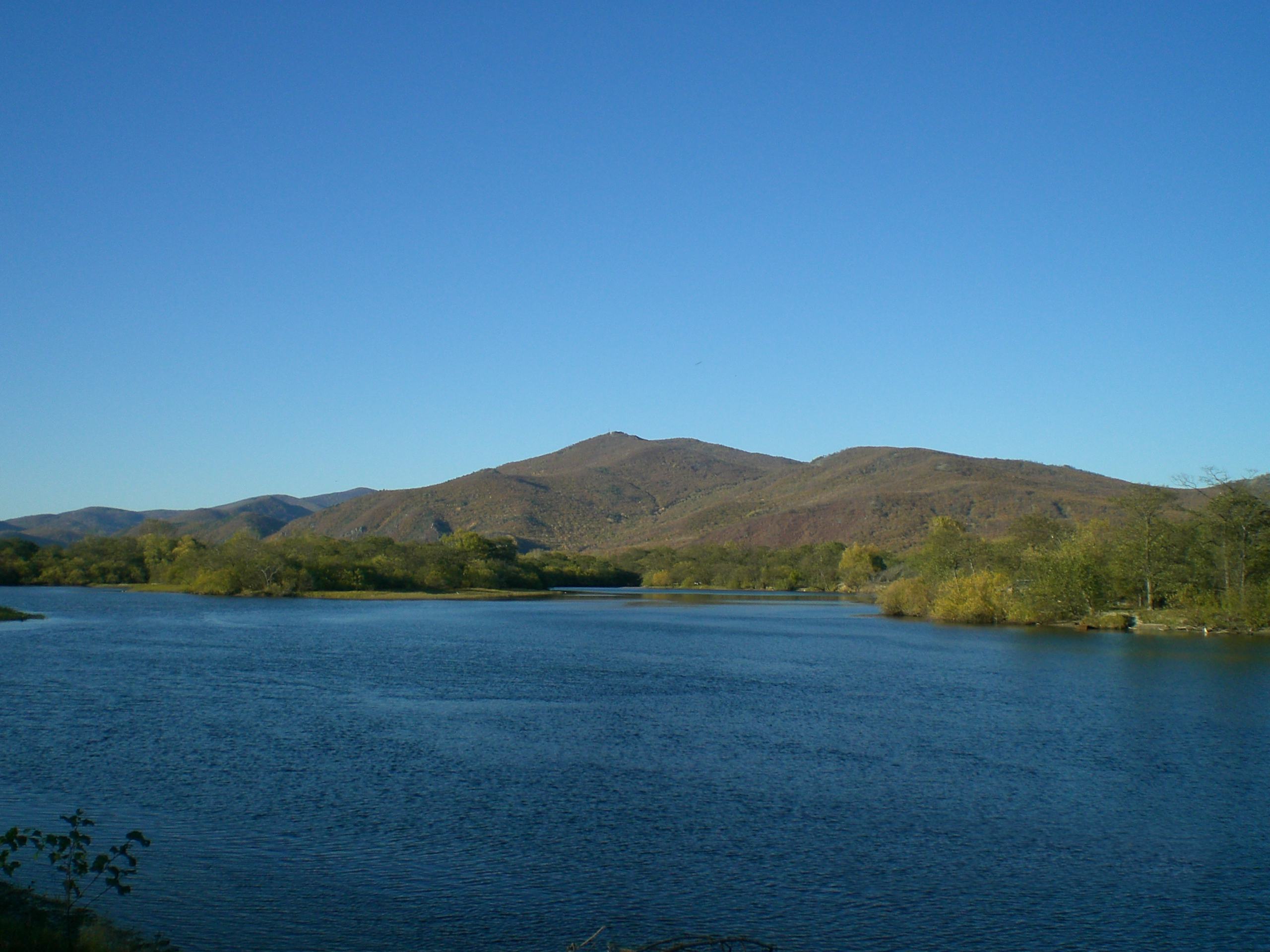
Die Serebrjanka bei Ternei

Der Ort liegt etwa 430 km Luftlinie nordöstlich des Regionsverwaltungszentrums Wladiwostok am östlichen Fuß des Sichote-Alin. Er befindet sich am rechten Ufer der Serebrjanka (früher Sachambe), etwa 3 km oberhalb ihrer Mündung in das Japanische Meer.
Ternei ist Verwaltungszentrum des Rajons Terneiski sowie Sitz und einzige Ortschaft der Stadtgemeinde Terneiskoje gorodskoje posselenije.

## Geschichte
Der erste Europäer, der die heute Serebrjanka-Bucht genannte Bucht des Japanischen Meeres erreichte, war im Juni 1787 der französische Seefahrer Jean-François de La Pérouse, der sie nach dem französischen Admiral Charles-Henri-Louis d’Arsac de Ternay (1723–1780) als Baie de Ternay benannte.
Der Ort wurde 1908 von russischen Umsiedlern gegründet und nach dem den Schwarzen Hundertschaften nahestehenden Politiker Wladimir (Waldemar) Gringmuth (1851–1907) als Gringmutowka bezeichnet. 1922 erhielt er den Namen Ternei-Morosowskoje. Im Mai 1932 wurde Ternei-Morosowskoje gemäß Entscheidung vom 19. April 1932 Verwaltungssitz eines neu geschaffenen Rajons. 1938 erhielt der Ort den Status einer Siedlung städtischen Typs bei gleichzeitiger Verkürzung des Namens zur heutigen Form, nach der ursprünglichen Bezeichnung der Bucht in der russischen Schreibweise.

### Bevölkerungsentwicklung
| Jahr | Einwohner |
| ---- | --------- |
| 1939 | 3931      |
| 1959 | 3236      |
| 1970 | 2727      |
| 1979 | 3717      |
| 1989 | 4508      |
| 2002 | 3971      |
| 2010 | 3590      |
| 2021 | 2933      |

Anmerkung: Volkszählungsdaten

## Verkehr
Ternei ist Endpunkt der knapp 140 km langen Regionalstraße 05K-442 von Rudnaja Pristan bei Dalnegorsk über Plastun. Von Ternei führt sie als 05K-457 weiter nach Norden und erreicht die Küste wieder 60 km nordöstlich beim Dorf Malaja Kema.
Die Siedlung besitzt einen Flughafen am nordwestlichen Ortsrand.